# Scott Miller
Scott Andrew Miller (ur. 21 lutego 1975 w Sydney) – australijski pływak, reprezentant Australii w stylu motylkowym. Zdobywca dwóch medali na Igrzyskach Olimpijskich w Atlancie w 1996 roku: srebrnego indywidualnie na dystansie 100 m stylem motylkowym oraz brązowego w konkurencji 4x100 m stylem zmiennym.